# Madagaskarvråk
Madagaskarvråk (Buteo brachypterus) är en fågel i familjen hökar inom ordningen hökfåglar.

## Utseende och läte
Madagaskarvråken är en typisk brun vråk. Den skiljer sig i flykten från madagaskarbazan genom större storlek, mindre paddelformade vingar och en ljus vingpanel mot vingspetsarna. På sittande fågel syns ljusare bröst och kraftigt tecknad buk, medan madagaskarbazan uppvisar det motsatta. Jämfört med ung madagaskarklätterhök har madagaskarvråken mörkt huvud och saknar ljusa kanter på vingen. Lätet består av en serie med i ökande grad skärande yl, ofta avgiven i flykten.

## Utbredning och systematik
Fågeln förekommer i skogar och på savann på Madagaskar. Den behandlas som monotypisk, det vill säga att den inte delas in i några underarter. Den har behandlats som underart till ormvråk, men studier stödjer att den behandlas som egen art.

## Status
Arten har ett stort utbredningsområde och beståndet anses stabilt. Internationella naturvårdsunionen IUCN listar den därför som livskraftig (LC).

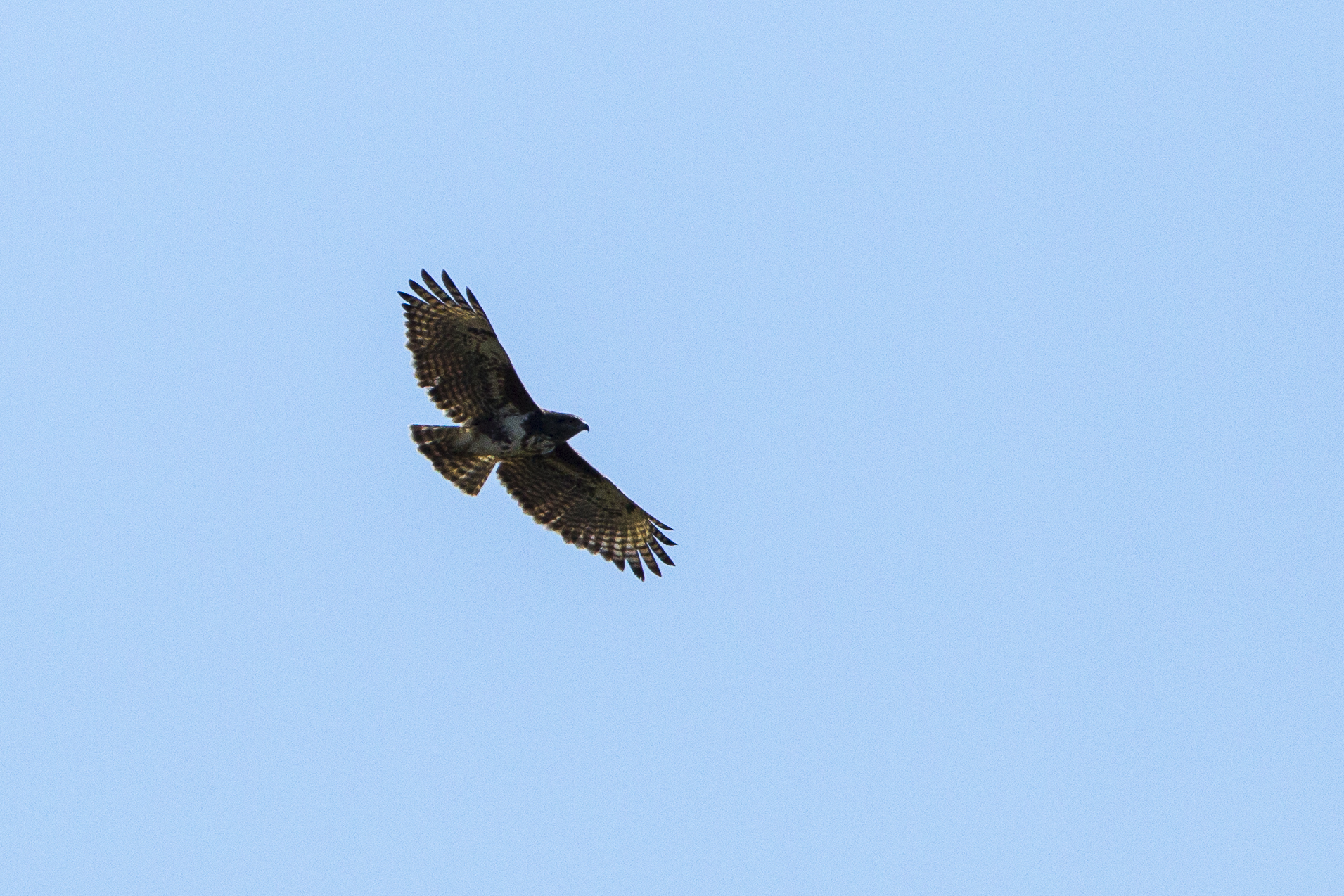
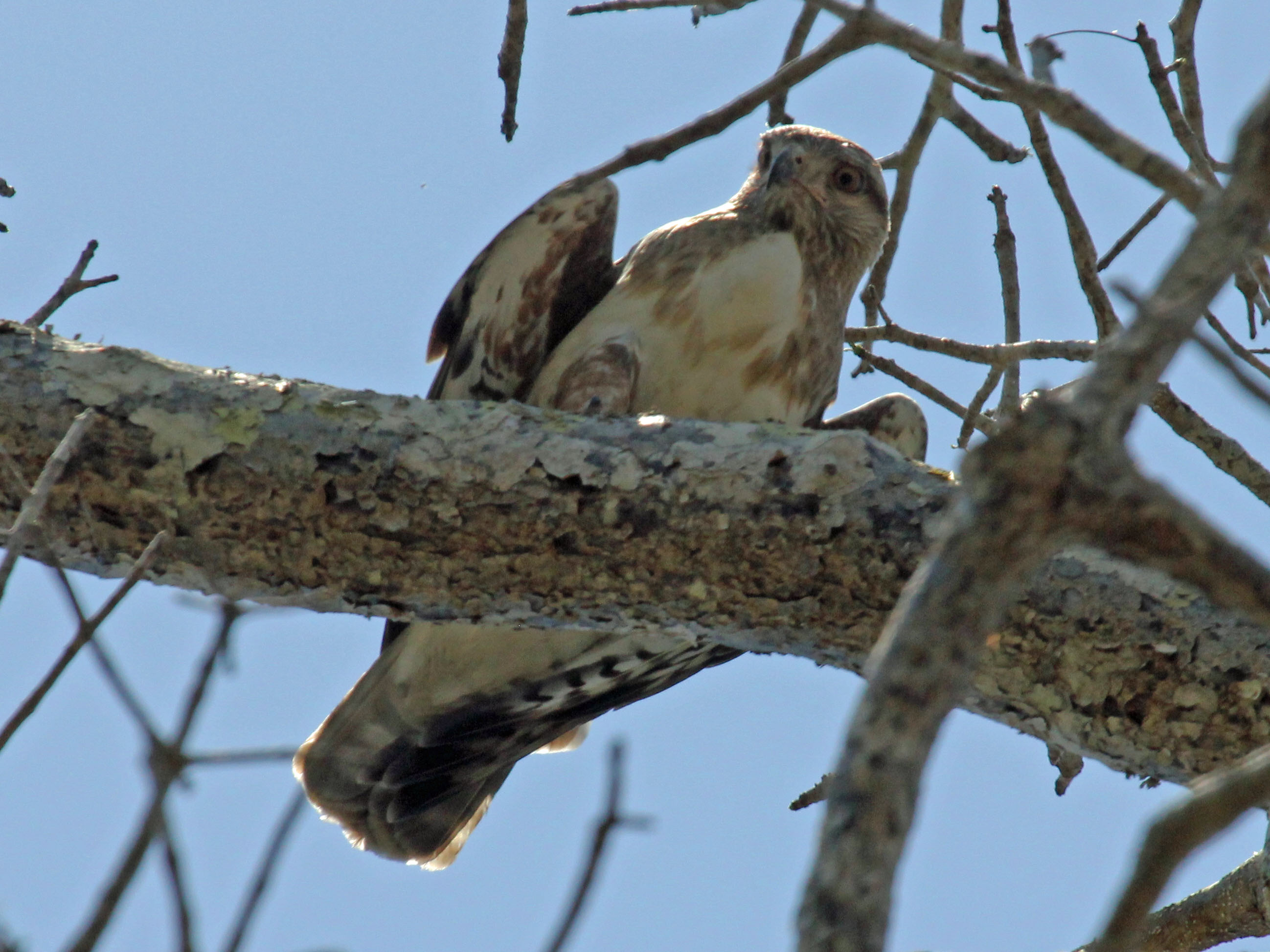